# Bardi (Emilia-Romagna)

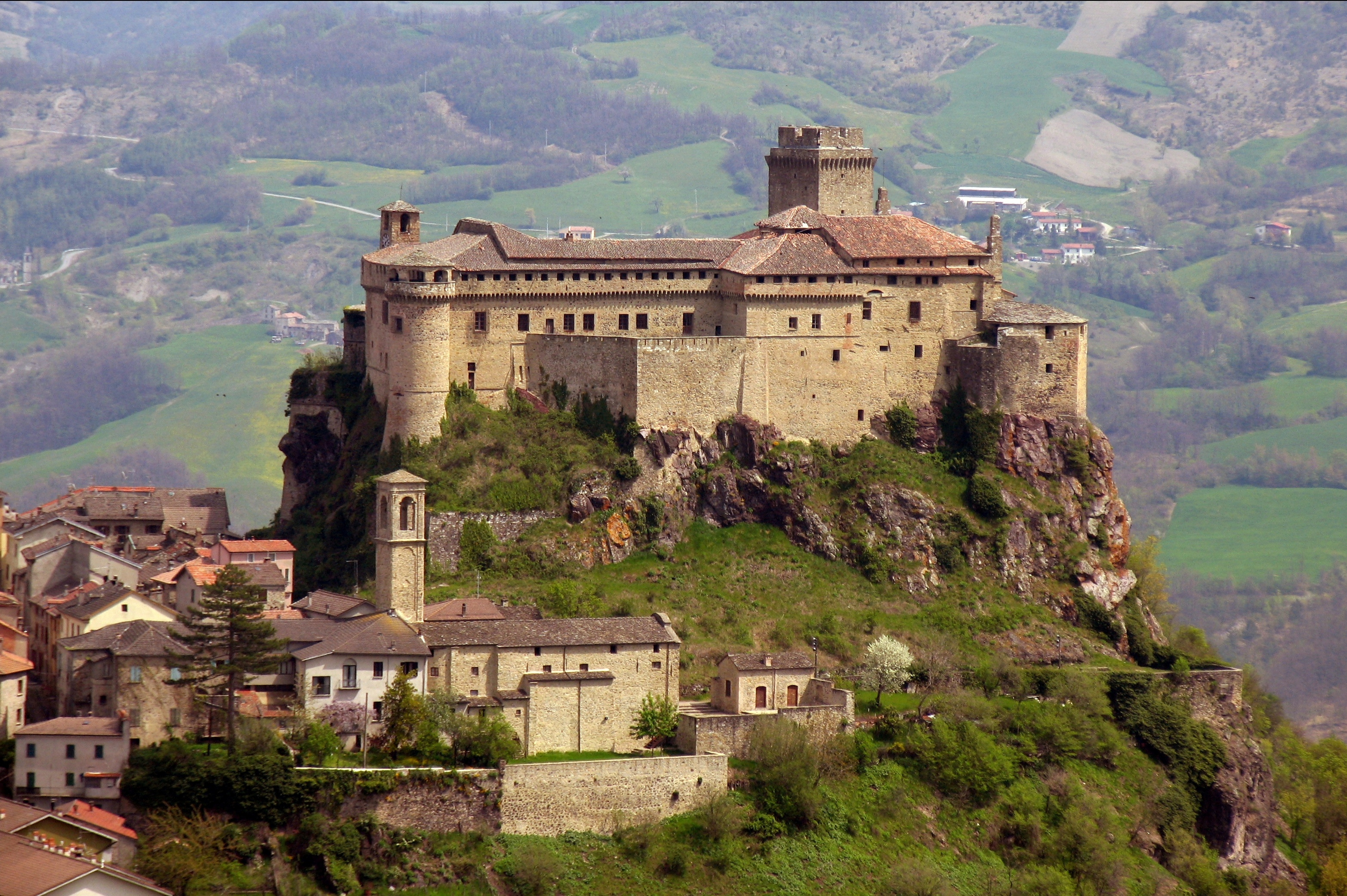
Burg von Bardi

Bardi ist eine italienische Gemeinde (comune) mit 1981 Einwohnern (Stand 31. Dezember 2023) in der Provinz Parma in der Emilia-Romagna. Die Gemeinde liegt etwa 51,5 Kilometer westsüdwestlich von Parma am Ceno und grenzt unmittelbar an die Provinz Piacenza.

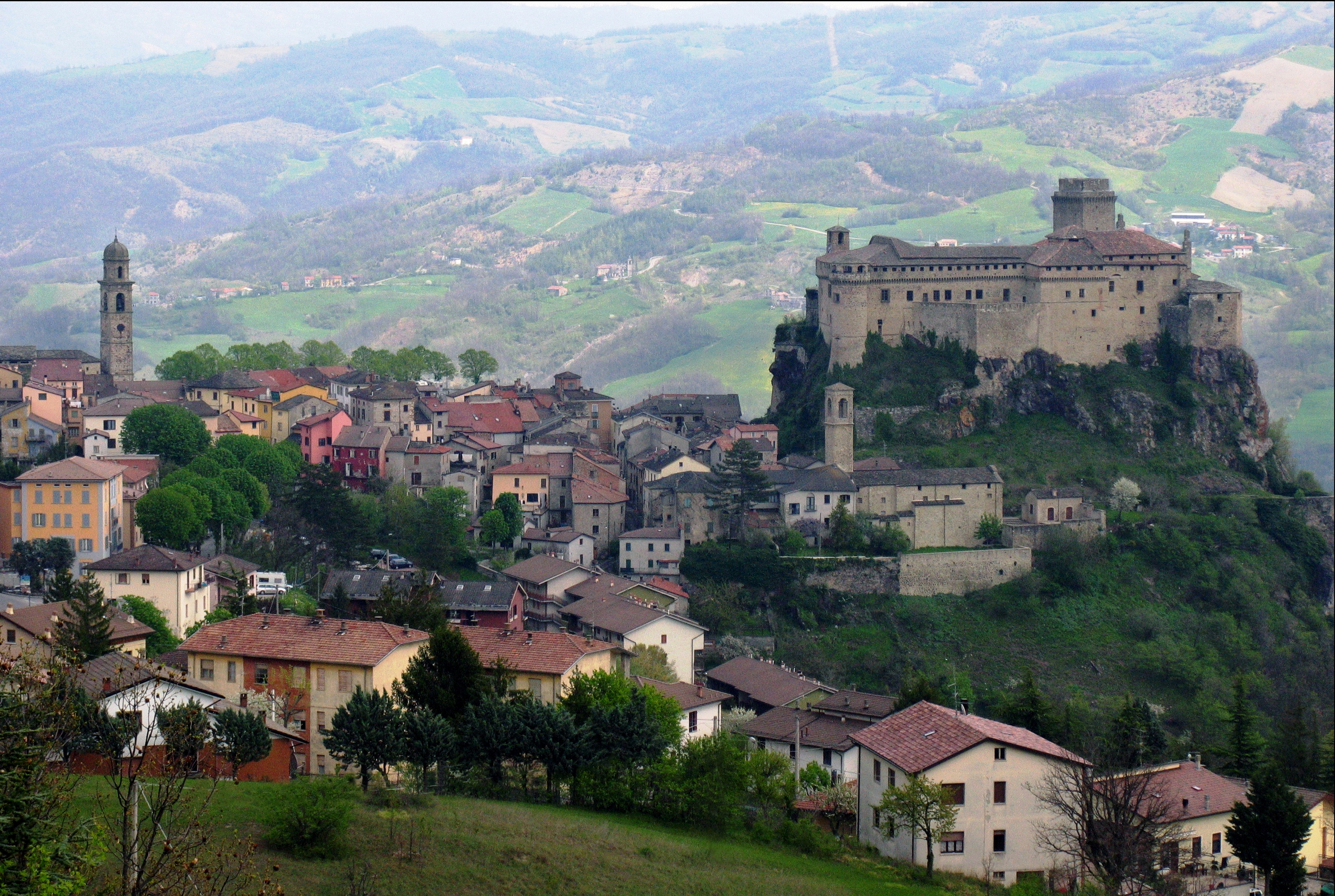
Blick auf Bardi mit der Burg

## Geschichte
Bardi geht auf eine Kolonie Hannibals zurück. Der Name leitet sich von den Langobarden her.
Der Patrizier Ubertino Landi aus Piacenza hat 1257 die Burg von Bardi sowie die benachbarte Burg von Compiano erworben. Die Landi wurden von Kaiser Karl V. 1551 zu Marchesi (Markgrafen) erhoben. Nach dem Aussterben des hiesigen Zweiges 1682 fiel ihr Besitz an die Farnese, Herzöge von Parma.

## Persönlichkeiten
- Jules Rossi (1914–1968), Radrennfahrer
- Antonio Samorè (1905–1983), Kurienkardinal